# A State of Trance

Логотип радіошоу, використовуваний в ЗМІ

A State Of Trance (також позначається абревіатурою ASOT) — назва щотижневого радіошоу музики напрямку транс, яке веде популярний ді-джей Армін ван Бюрен (нід. Armin van Buuren). Вперше радіошоу було запущено в ефір 18 травня 2001 року на радіо ID&T (попередник Slam!FM).
Шоу має формат двогодинного міксу. Щотижнева кількість слухачів радіошоу в усьому світі досягла 30 000 000. Шоу можна почути на Di.fm по четвергам та по Kiss FM кожну п'ятницю.

## Спеціальні випуски
Деякі випуски програми включають в себе сети діджеїв — гостей програми та/або прямі включення з танцювальних майданчиків клубів всього світу. Нижче представлений перелік епізодів, відомих під позначенням XXL, оскільки їх довжина більше, ніж стандартні випуски шоу. Двічі пряме включення A State of Trance транслювалося з Києва — у 2010 та 2012 роках.

### Випуски 000—100
- 013: Пряме включення, включаючи гостьовий мікс від Vincent Van Tongeren
- 020: Пряме включення з клубу Scanners, Дордрехт, Нідерланди.
- 023: Пряме включення з клубу Golden, Stoke-On-Trent, Велика Британія.
- 024: Пряме включення з клубу Passion, Coalville, Велика Британія.
- 028: (27 грудня 2001) Top 20 of 2001
- 043: Пряме включення з клубу Passion in Coalville, Велика Британія.
- 053: Пряме включення, включаючи гостьовий мікс від Airwave
- 055: Пряме включення з клубу GodsKitchen, Code в Бірмінгемі, Велика Британія.
- 058: Пряме включення, включаючи гостьовий мікс від Ferry Corsten
- 062: Пряме включення з клубу GodsKitchen, Eden, Ивиса
- 064: Пряме включення, включаючи гостьовий мікс від Kid Vicious
- 067: Пряме включення з клубу Glow, Вашингтон.
- 068: гостьовий мікс від Ferry Corsten (повтор ASOT 058)
- 076: Пряме включення, включаючи гостьовий мікс від Signum
- 078: (26 грудня 2002) Top 20 of 2002
- 079: Пряме включення з Club Eau в Гаазі, Нідерланди.
- 087: Пряме включення з клубу Glow, Вашингтон.
- 090: Пряме включення, включаючи гостьовий мікс від M.I.K.E.
- 095: Пряме включення, включаючи гостьовий мікс від Misja Helsloot
- 096: Пряме включення з Passion, Coalville, Велика Британія.
- 100:Celebrating 100 Episodes. Пряме включення з Bloomingale, Нідерланди, включаючи гостьовий мікс від Jon O'Bir, Marco V та Harry Lemon.

### Випуски 101—200
- 104: Пряме включення, включаючи гостьовий мікс від Harry Lemon
- 113: Пряме включення, включаючи гостьовий мікс від Lange
- 117: Пряме включення, включаючи гостьовий мікс від Gabriel & Dresden
- 119: Пряме включення з The RA, Лас-Вегас
- 122: Пряме включення, включаючи гостьовий мікс від Markus Schulz
- 126: Пряме включення, включаючи гостьовий мікс від Above & Beyond
- 127: Пряме включення з клубу Asta Den Haag — 27 листопада 2003
- 129: (25 грудня 2003) Top 20 of 2003
- 130: 4-годинниковою мікс
- 131: Пряме включення, включаючи гостьовий мікс від Perry O'Neil
- 132: Пряме включення, включаючи гостьовий мікс від M.I.K.E.
- 134: Пряме включення, включаючи гостьовий мікс від Ben Lost
- 138: Пряме включення, включаючи гостьовий мікс від Ton TB and Mark Norman
- 142: Пряме включення, включаючи гостьовий мікс від Airwave та Yves Deruyter
- 143: Пряме включення з Spundae in San Francisco — 2nd April 2004
- 147: Пряме включення, включаючи гостьовий мікс від Rank 1
- 151: Пряме включення, включаючи гостьовий мікс від Marco V
- 155: Пряме включення, включаючи гостьовий мікс від John '00' Fleming
- 159: Пряме включення з Bloomingdale, Нідерланди — Bloemendaal aan Zee, включаючи гостьовий мікс від Markus Schulz.
- 161: Пряме включення з The Pavilion, Кіпр.
- 169: Пряме включення, включаючи гостьовий мікс від Markus Schulz
- 171: Пряме включення, включаючи гостьовий мікс від DJ Precision
- 173: Пряме включення з клубу Panama, Амстердам, включаючи гостьовий мікс від Matthew Dekay
- 175: (5 листопада 2004) Пряме включення з клубу Colors in Helsinki.
- 181: (30 грудня 2004) Top 20 of 2004
- 182: (6 січня 2005) Year Mix 2004
- 200: (2 червня 2005) 4-годинне шоу:
  - Hours 1 and 2: Мегамікс найбільш пошукових треків (англ. Most Requested Tunes by Listeners)
  - Hour 3: ексклюзивний гостьовий мікс від Gabriel & Dresden
  - Hour 4: Армін ван Бюрен Пряме включення з Museumsquare, Амстердам.

### Випуски 201—300
- 228: (22 грудня 2005) Top 20 of 2005
- 229: (29 грудня 2005) Year Mix 2005
- 250: (25 грудня 2006) 8½ hour show. Пряме включення з клубу Asta, Гаага, Нідерланди:
  - Година 1: A State of Trance Classics Ableton Mix
  - Година 2: гостьовий мікс від Jonas Steur
  - година 3: гостьовий мікс від M.I.K.E.
  - година 4: гостьовий мікс від John Askew
  - Годинник 5 і 6: Пряме включення, мікс від Армін ван Бюрен
  - Година 7: гостьовий мікс від Rank 1
  - Година 8: гостьовий мікс від Menno de Jong
- 259: (18 липня 2006) Пряме включення з клубу Armada Night Amnesia, Ивиса.
- 280: (21 грудня 2006) Top 20 of 2006
- 281: (28 грудня 2006) Year Mix 2006
- 282: Rebroadcast of A State Of Trance Episode 274
- 300:
  - частина 1: (10 травня 2007) класичний мікс і короткі гостьові мікси від Menno de Jong, Marcel Woods, Sean Tyas та Aly & Fila
  - частина 2: (17 травня 2007) 7-годинне шоу. Пряме включення з Pettelaarse Schans в Хертогенбосе, Нідерланди[2]
    - Година 1: гостьовий мікс від Aly & Fila
    - Година 2: гостьовий мікс від Sean Tyas
    - Година 3: гостьовий мікс від Menno de Jong
    - Година 4: гостьовий мікс від Marcel Woods
    - Година 5: гостьовий мікс від Markus Schulz
    - Годинник 6 і 7: пряме включення, «живий» мікс від Армін ван Бюрен

### Випуски 301—400
- 308: Пряме включення з клубу Armada Night Amnesia, Ивиса.
- 331: (20 грудня 2007) Top 20 of 2007
- 332: (27 грудня 2007) Year Mix 2007
- 350: (1 травня 2008) Спеціальна жива версія з клубу NoXX, Антверпен, Бельгія.

```
** Година 1: гостьовий мікс від 
DJ Shah
```

- - Година 2: гостьовий мікс від M.I.K.E.
  - Година 3: гостьовий мікс від John O'Callaghan
  - Година 4: гостьовий мікс від Aly & Fila
  - Година 5: гостьовий мікс від Nic Chagall
  - Годинник 6 і 7: «живий» мікс від Армін ван Бюрен
  - Година 8: гостьовий мікс від Markus Schulz
- 359: Пряме включення з клубу Armada Night Amnesia, Ивиса.
- 370: Пряме включення з клубу Amnesia, Ивиса, Summer Sessions Closing Party
- 380: Пряме включення з клубу Volume, Сеул, Південна Корея (22-11-08)
- 383: (18 грудня 2008) Top 20 of 2008
- 384: (25 грудня 2008) Year Mix 2008
- 386: Armin Only: Imagine, «Together As One». Пряме включення з Лос-Анджелеса, New Years Eve (31-12-08)
- 400: 72-годинне шоу, що включили в себе записані гостьові мікси, класичні треки та ін
  - 16 квітня 2009 — пряме включення з клубу Butan, Вупперталь, Німеччина
  - 17 квітня — пряме включення з клубу Air, Бірмінгем, Англія
  - 18 квітня — пряме включення з клубу Maassilo Роттердам, Нідерланди

### Випуски 401—500
- 411: Пряме включення з Winter Sound System, Мельбурн, Австралія.
- 413: Пряме включення з клубу Amnesia, Ібіца, фестиваль Armada Music.
  - Година 1: Live mix від Армін ван Бюрен
  - Година 2: Guest mix від Гарета Емері та Signum.
- 416:
  - Година 1: Newest Tunes Selected
  - Година 2: Пряме включення з клубу Amnesia, Ивиса, фестиваль Armada Music.
- 421:
  - Година 1: Newest Tunes Selected
  - Година 2: Пряме включення з клубу Amnesia, Ивиса, фестиваль Armada Music.
- 436: (24 грудня 2009) Top 20 of 2009
- 437: (31 грудня 2009) Year Mix 2009
- 450: Шоу, що включило в себе записані гостьові мікси, класичні треки та ін
  - 2 квітня 2010 — пряме включення з The Guvernment, Торонто, Канада
  - 3 та 4 квітня — пряме включення з Roseland, Нью-Йорк, США
  - 9 квітня — пряме включення з Expo Arena, Братислава, Словаччина
  - 24 квітня — пряме включення з Centennial Hall, Вроцлав, Польща (перенесено з 10 квітня у зв'язку із загибеллю в авіакатастрофі президента Польщі Леха Качинського).
- 487: Пряме включення з IEC, Київ, Україна.
- 488: (23 грудня 2010) Top 20 of 2010
- 489: (30 грудня 2010) Year Mix 2010
- 500: Шоу, що включило в себе записані гостьові мікси, класичні треки та ін
  - 17 березня 2011 — Pre-party, пряме включення з Club Trinity, Кейптаун, Південно-Африканська Республіка
  - 19 березня — пряме включення з MTN Expo Center, Йоганнесбург, Південно-Африканська Республіка
  - 27 березня — пряме включення з Ultra Music Festival, Маямі, США
  - 2 квітня — пряме включення з Club G.E.B.A., Буенос-Айрес, Аргентина
  - 2 квітня — пряме включення з Brabanthallen, Ден Босх, Нідерланди
  - 16 квітня — пряме включення з Acer Arena, Сідней, Австралія

### Випуски 501—600
- 513 (16 червня 2011) Mirage The Remixes special on ASOT
- 518 (21 червня 2011) Пряме включення з клубу Space, Ібіца
- 540 (23 грудня 2011) Top 20 of 2011
- 541 (29 грудня 2011) Year Mix 2011
- 542 (5 січня 2012) First ASOT 2012
- 547 (9 лютого 2012) прем'єра нового треку який став частиною інтро A State Of Trance починаючи з 550 випуску: Gaia — J'ai Envie De Toi
- 549 (23 лютого 2012) A State of Trance 2012
- 550: Шоу, що включило в себе записані гостьові мікси, класичні треки та ін
  - 1 березня 2012 — пряме включення з клубу Ministry of Sound, Лондон, Велика Британія
  - 7 березня 2012 — Експоцентр, Москва, Росія
    - 551 (8березня 2012) Live@ in Moscow

  - 10 березня 2012 — Міжнародний Виставковий центр, Київ, Україна
    - 552 (15 березня 2012) Live @ ASOT 550 @ IEC, Kiev

  - 17 березня 2012 — в рамках щорічного танцювального фестивалю Beyond Wonderland, Лос-Анджелес, США
    - 553 (22 березня 2012) Live @ ASOT 550 @ Beyond Wonderland

  - 25 березня 2012 — в рамках щорічного фестивалю електронної музики Ultra Music Festival, Маямі, США
    - 554 (29 березня 2012]Звичайний випуск

  - 31 березня 2012 — Brabanthallen, Гертогенбос, Нідерланди
- A State Of Trance 550 Invasion World Tour
  - 19 травня 2012 — в рамках щорічного танцювального фестивалю Electric Daisy Carnival, Нью-Йорк, США
  - 9 червня 2012 — в рамках щорічного танцювального фестивалю Electric Daisy Carnival, Лас-Вегас США
  - 10 червня 2012 — в рамках щорічного танцювального фестивалю Electric Daisy Carnival, Лас-Вегас США
  - 27 червня 2012 — в рамках щорічного танцювального фестивалю Global Gathering, Стратфорд Велика Британія
  - 25 червня — 24 вересня 2012 — кожний понеділок в клубі Privilege на Ібіці
- A State Of Trance 600. The Expedition Tour. Починаючи з 583 випуску, Армін оголошує міста, в яких пройде святкування 600 випуску A State Of Trance. Нижче представлені всі 11 міст
  - 01. ASOT 600 Expedition ]] @ Мехіко Сіті, Мексика (February 16th,2013)
  - 02. ASOT 600 Expedition @ Сан Паулу, Бразилія (March 1st,2013)
  - 03. ASOT 600 Expedition @ Мінськ, Білорусь (March 7th,2013)
  - 04. ASOT 600 Expedition @ Софія, Болгарія (March 8th,2013)
  - 05. ASOT 600 Expedition @ Бейрут (March 9th,2013)
  - 06. ASOT 600 Expedition @ Куала-Лумпур, Малайзія (March 15th,2013)
  - 07. ASOT 600 Expedition @ Мумбай, Індія (March 16th, 2013)
  - 08. ASOT 600 Expedition @ Маямі, США (March 24th,2013)
  - 09. ASOT 600 Expedition @ Гватемала, Центральна Америка (March 27th,2013)
  - 10. ASOT 600 Expedition @ Нью-Йорк, США (March 31th,2013)
  - 11. ASOT 600 Expedition @ Ден Бош, Нідерланди (April 6th,2013)

### Випуски з 701-го і далі
- 714: 21 травня 2015 — Armin van Buuren & Andrew Rayel

## Регулярні рубрики
Кожне радіошоу має три постійні рубрики: Tune of the Week, Future Favourite та ASOT Radio Classic.
Tune of the Week
Статус «Трек тижня» трек отримує за особистим рішенням самого Арміна ван Бюрена.
| Епізод                                             | Виконавець                          | Назва                               |
| -------------------------------------------------- | ----------------------------------- | ----------------------------------- |
| 714 [Архівовано 26 травня 2015 у Wayback Machine.] | Jean-Michel Jarre & Tangerine Dream | Zero Gravity (Above & Beyond Remix) |

Future Favourite
Статус «Майбутній фаворит» трек отримує за вибором слухачів зі списку нових треків попереднього випуску радіошоу. Голосування проходить на сайті www.astateoftrance.com/futurefavorite/ [Архівовано 16 січня 2013 у Wayback Machine.].
ASOT Radio Classic
Рубрика «Класика радіошоу» з'явилася з 284 випуску A State Of Trance. Армін ван Бюрен вибирає один трек, запропонований радіослухачами та випущений в попередніх роках. Це заключна рубрика всього радіошоу.
TRENDING TRACK
Нова рубрика в A State of Trance, що з'явилась після 706 випуску. На відміну від Future Favourite, трека, що переміг на голосуванні на офіційному сайті радіошоу, Trending Trend, це композиція, що викликала найбільше обговорень в соцмережах (Facebook и Twiter).
| Епізод                                             | Виконавець                          | Назва                               |
| -------------------------------------------------- | ----------------------------------- | ----------------------------------- |
| 715 [Архівовано 29 травня 2015 у Wayback Machine.] | Jean-Michel Jarre & Tangerine Dream | Zero Gravity (Above & Beyond Remix) |

## Мовлення у всьому світі
Після того, як ID&T Radio в січні 2005 року змінило жанрове напрямок та концепцію мовлення, шоу A State Of Trance було видалено з сітки мовлення. На цей момент шоу доступно до прослуховування в ефірі наступних радіостанцій::
- Всесвітнє мовлення: Інтернет-радіо Di.fm. Прямі трансляції шоу кожний четвер в 19-00 за Гринвічем.
- США: XM Radio Channel 82
- Канада: The 246 Element Show Canada Chin 100.7FM Toronto & 97.9FM Ottawa
- Канада: XM Radio Channel 82
- Кіпр: Energy 107.6 FM
- Чехія: DanceRadio.cz
- Індія: WorldSpace Satellite Radio Channel 202
- Сінгапур: WorldSpace Satellite Radio Channel 202
- Йорданія: Play 99.6 FM
- Нідерланди: SLAM!FM 95.2FM
- Росія: Радіо ENERGY — 104.2FM в Москві він-лайн трансляція на сайті NRJ[4]
- Мексика: BEAT — 100.9FM
- Люксембург: WAKY 107FM — 105.6 та 105.2
- Австралія: Kiss FM 87.6 (Мельбурн), KIK FM 91.5 & 88.0 (Darwin & Palmerston)
- Дубай: Dubai 92 92.0
- Ліван: Mix FM — 104.4 (Бейрут, Гірський Ліван, північ країни, Саїда)
- Україна: Kiss FM — 106.5
- Білорусь: Novoe Radio — 98.4
- Швейцарія: Rouge FM — 106.5 (франкомовна частина Швейцарії)
- Румунія: One FM — 100.6 (Бухарест)
- Велика Британія: Kiss 100, Kiss 101 та Kiss 105—108 (також є мовлення на території всієї держави через систему DAB), Sky & Virgin Media)
- Мальта: 89.7 Bay
- Польща: Planeta FM
- Туреччина: FG — 93.7
- Близький Схід: Satellite Radio Channel 202

### За заявками (англ.On Demand)
Di.fm пропонує своїм слухачам шоу за заявками у форматі A State Of Trance. Шоу транслюється в різних форматах та якості: 256 кбіт/сек (MP3), 128 кбіт/сек (AAC), 128 кбіт/сек і 64 кбіт/сек (Windows Media), 64 кбіт/сек і 32 кбіт/сек (AAC+) для користувачів із статусом Premium, і безкоштовне мовлення на 96 кбіт/сек (MP3), 24 кбіт/сек (AAC+), 40 кбіт/сек (Windows Media).

### Плей-листи шоу
Плейлисти кожного епізоду також опубліковані в мережі: їх можна побачити на astateoftrance.com (розділ Episodes [Архівовано 2 грудня 2010 у Wayback Machine.]).

## Серія компіляцій
Armin van Buuren також регулярно випускає подвійні диски з компіляцією міксів «A State of Trance»:
- A State of Trance 2001
- A State of Trance 2004
- A State of Trance 2005
- A State of Trance 2006
- A State of Trance 2007
- A State of Trance 2008
- A State of Trance 2009
- A State of Trance 2010
- A State of Trance 2011
- A State of Trance 2012